# Willibald Eisert
Franz Robert Willibald Eisert (* 5. Juli 1875 in Zwickau; † 9. Februar 1950  in Dresden) war ein deutscher Dichter und Komponist, der in erzgebirgischer Mundart dichtete und komponierte.

## Leben und Wirken
Er war der Sohn des Eisenbahninspektors Ernst Robert Eisert, wuchs in Marienthal bei Zwickau auf und zog 1890 in den heutigen Dresdner Stadtteil Trachau um, wo er am Wilden Mann in der heutigen Dorothea-Erxleben-Straße, der damaligen Marsdorfer Straße 10 lebte und als Verwaltungsinspektor tätig war. Verheiratet war er seit 1900 mit Elsbeth Eule aus Löbau.
Eisert dichtete und komponierte mehrere Heimatlieder in erzgebirgischer Mundart. Am bekanntesten wurde das vierstrophige Weihnachtslied, dessen erste Strophe so lautet: Weihnachten is, stille Nacht./ Härt när, wie' s Holz in Ufen kracht,/ eiskalt is draußen, ne Schnee haat's huch hi./ Do is fei fruh, waar net naus braucht ze gieh. Es entstand 1937 und wird noch zu Beginn des 21. Jahrhunderts zur Advents- und Weihnachtszeit gesungen.